# Jean-Alfred de Lanier
Pour les articles homonymes, voir Lanier.
Joannes Alfred Clemens de Lanier, né à Gand, le 17 janvier 1855 et y décédé le 1er mars 1939 fut un homme politique belge flamand libéral.
Il fut ingénieur et industriel; consul.
Par le biais de son union avec Eugénie van Monckhoven, fille de Désiré van Monckhoven, il reprend en partie la production de bromide de celui-ci.
Il fut élu conseiller provincial de la province de Flandre-Orientale et sénateur de l'arrondissement de Bruges,,.